# Kryterium Asów Polskich Lig Żużlowych im. Mieczysława Połukarda 2003
Kryterium Asów Polskich Lig Żużlowych im. Mieczysława Połukarda 2003 – 22. edycja turnieju żużlowego poświęconego pamięci polskiego żużlowca, Mieczysława Połukarda odbył się 28 marca 2003. Zwyciężył Tomasz Gollob.

## Wyniki
- 28 marca 2003 (piątek), Stadion Polonii Bydgoszcz
- NCD: Tomasz Gollob - 63,06 w wyścigu 2
- Sędzia: Aleksander Janas

| Msc. | Zawodnik                 | Klub         | Pkt |               |  |
| ---- | ------------------------ | ------------ | --- | ------------- |  |
| 1    | (5) Tomasz Gollob        | Bydgoszcz    | 15  | (3,3,3,3,3)   |  |
| 2    | (6) Wiesław Jaguś        | Toruń        | 11  | (1,3,2,2,3)   |  |
| 3    | (1) Jacek Gollob         | Bydgoszcz    | 10  | (3,2,0,2,3)   |  |
| 4    | (13) Rafał Dobrucki      | Leszno       | 9   | (1,0,3,3,2)   |  |
| 5    | (9) Rafał Okoniewski     | Zielona Góra | 9   | (1,1,3,3,1)   |  |
| 6    | (11) Jacek Krzyżaniak    | Bydgoszcz    | 9   | (2,0,3,2,2)   |  |
| 7    | (16) Krzysztof Cegielski | Wrocław      | 9   | (2,1,1,2,3)   |  |
| 8    | (7) Robert Sawina        | Toruń        | 8   | (2,1,2,3,0)   |  |
| 9    | (14) Tomasz Jędrzejak    | Wrocław      | 8   | (3,2,2,1,0)   |  |
| 10   | (10) Rune Holta          | Częstochowa  | 7   | (3,1,wu,1,2)  |  |
| 11   | (3) Mirosław Kowalik     | Bydgoszcz    | 5   | (2,3,wu)      |  |
| 12   | (4) Piotr Świst          | Zielona Góra | 5   | (0,3,1,wsu,1) |  |
| 13   | (15) Rafał Kurmański     | Zielona Góra | 5   | (0,2,2,1,w)   |  |
| 14   | (2) Tomasz Bajerski      | Toruń        | 4   | (1,d,1,0,2)   |  |
| 15   | (8) Michał Robacki       | Bydgoszcz    | 3   | (0,0,1,1,1)   |  |
| 16   | (12) Krzysztof Kasprzak  | Leszno       | 2   | (0,2,0,d,d)   |  |
|      | rez. Łukasz Stanisławski | Bydgoszcz    |     | (wu)          |  |
|      | rez. Grzegorz Czechowski | Bydgoszcz    |     | (1)           |  |

Bieg po biegu
1. [64,72] J.Gollob, Kowalik, Bajerski, Świst
2. [63,06] T.Gollob, Sawina, Jaguś, Robacki
3. [63,52] Holta, Krzyżaniak, Okoniewski, Kasprzak
4. [64,31] Jędrzejak, Cegielski, Dobrucki, Kurmański
5. [63,09] T.Gollob, J.Gollob, Okoniewski, Dobrucki
6. [63,34] Jaguś, Jędrzejak, Holta, Bajerski
7. [64,12] Kowalik, Kurmański, Sawina, Krzyżaniak
8. [63,90] Świst, Kasprzak, Cegielski, Robacki
9. [63,32] Krzyżaniak, Jaguś, Cegielski, J.Gollob
10. [63,35] T.Gollob, Kurmański, Bajerski, Kasprzak
11. [64,47] Okoniewski, Jędrzejak, Robacki, Kowalik
12. [64,34] Dobrucki, Sawina, Świst, Holta
13. [64,44] Sawina, J.Gollob, Jędrzejak, Kasprzak
14. [63,81] Dobrucki, Krzyżaniak, Robacki, Bajerski
15. [64,10] T.Gollob, Cegielski, Holta, Stanisławski Stanisławski za Kowalika
16. [63,38] Okoniewski, Jaguś, Kurmański, Świst
17. [64,41] J.Gollob, Holta, Robacki, Kurmański
18. [63,90] Cegielski, Bajerski, Okoniewski, Sawina
19. [63,75] Jaguś, Dobrucki, Czechowski, Kasprzak Czechowski za Kowalika
20. [64,30] T.Gollob, Krzyżaniak, Świst, Jędrzejak